# Adiantum klinowate
Adiantum klinowate, a. Raddiana, niekropień klinowaty (Adiantum raddianum) – gatunek paproci z rodziny orliczkowatych. Pochodzi z Ameryki Południowej, ale jako introdukowany rośnie w Afryce Południowej i Wschodniej, w Azji Południowej i Południowo-Wschodniej. Jest uprawiany jako roślina ozdobna, w Polsce głównie jako roślina pokojowa i w szklarniach. Ze względu na dużą zmienność tego gatunku uzyskano liczne odmiany uprawne.

## Morfologia
Liście3–4 krotnie pierzaste, listki wąskie, klinowate, cienkie. Zarodnia umiejscowiona na końcu listków.
Gatunki podobneJako roślina pokojowa jest uprawiane również nieco trudniejsze w uprawie adiantum właściwe (Adiantum capillus-veneris), charakteryzujące się bardziej delikatnymi liśćmi.